# Iridopsis subferraria
Iridopsis subferraria är en fjärilsart som beskrevs av Walker 1860. Iridopsis subferraria ingår i släktet Iridopsis och familjen mätare. Inga underarter finns listade i Catalogue of Life.